# Norbert Haimberger
Norbert Haimberger, (* 3. květen 1969 Vídeň, Rakousko) je bývalý reprezentant Rakouska v judu.

## Výsledky
| Turnaj             | 1991       | 1992       | 1993       |            |
| Turnaj             | 22         | 23         | 24         |            |
| Turnaj             | lehká váha | lehká váha | lehká váha | lehká váha |
| ------------------ | ---------- | ---------- | ---------- | ---------- |
| Olympijské hry     | -          | úč.        | -          |            |
| Mistrovství světa  | úč.        | -          | dns        |            |
| Mistrovství Evropy | 7.         | 1.         | úč.        |            |

## Podrobnější výsledky

### Olympijské hry
| Rok      | Kategorie      |  | 1/64                              | 1/32                          | 1/16 | čtvrtfinále | semifinále | finále |
| -------- | -------------- |  | --------------------------------- | ----------------------------- | ---- | ----------- | ---------- | ------ |
| LOH 1992 | pololehká váha |  | výhra - 3:40/ysg Edgardo Antinori | prohra - (yus) Jorma Korhonen | -    | -           | -          | -      |

### Mistrovství světa
| Rok     | Kategorie  |  | 1/64                            | 1/32                            | 1/16                            | čtvrtfinále                     | semifinále                      | opravy                          | opravy                          | opravy                          | o bronz |
| ------- | ---------- |  | ------------------------------- | ------------------------------- | ------------------------------- | ------------------------------- | ------------------------------- | ------------------------------- | ------------------------------- | ------------------------------- | ------- |
| MS 1991 | lehká váha |  | výhra Anders Dahlin             | výhra Olav Åse                  | prohra Joaquín Ruiz             | -                               | -                               | výhra Ku Wun-Meng               | prohra Patrick Rosso            | -                               | -       |
| MS 1993 | -          |  | nestartoval - Thomas Schleicher | nestartoval - Thomas Schleicher | nestartoval - Thomas Schleicher | nestartoval - Thomas Schleicher | nestartoval - Thomas Schleicher | nestartoval - Thomas Schleicher | nestartoval - Thomas Schleicher | nestartoval - Thomas Schleicher |         |

### Mistrovství Evropy
| Rok     | Kategorie  |  | 1/32                     | 1/16                      | čtvrtfinále          | semifinále          | opravy                 | opravy              | o bronz | finále                |
| ------- | ---------- |  | ------------------------ | ------------------------- | -------------------- | ------------------- | ---------------------- | ------------------- | ------- | --------------------- |
| ME 1991 | lehká váha |  | výhra Dragomir Bečanović | prohra Josef Věnsek       | -                    | -                   | výhra Anders Dahlin    | prohra Billy Cusack | -       | -                     |
| ME 1992 | lehká váha |  | výhra Billy Cusack       | výhra Remus Radu          | výhra Jorma Korhonen | výhra Wiesław Błach | -                      | -                   | -       | výhra Bruno Carabetta |
| ME 1993 | lehká váha |  | výhra Oleg Majčenko      | prohra Vladimer Dgebuadze | -                    | -                   | prohra Diego Brambilla | -                   | -       | -                     |

## Sportovní kariéra

### Úspěchy
- mistr Evropy
- účast na olympijských hrách

### Zajímavosti
Jeho forma šla nahoru s blížícími olympijskými hrami v Barceloně. Formu však nenačasoval přesně. Po olympijských hrách se vrátil do evropského průměru (pravděpodobně i vlivem zranění) a v především v reprezentaci ho nahradil talentovaný Thomas Schleicher.

### Rivalové
- Thomas Schleicher
- Jorma Korhonen